# Гааваківі
Га́аваківі (ест. Haavakivi küla) — село в Естонії, у волості Пейпсіяере повіту Тартумаа.

## Населення
Чисельність населення на 31 грудня 2011 року становила 67 осіб.

## Історія
До 23 жовтня 2017 року село входило до складу волості Пала повіту Йиґевамаа.

## Видатні особи
На Гааваківіському хуторі при млині народилася естонська поетеса й перекладачка Анна Гаава (1864—1957).